# Sela pri Zburah
Sela pri Zburah so naselje v Občini Šmarješke Toplice.